# Rhabdoon singulare
Rhabdoon singulare is een hydroïdpoliep uit de familie Capitata incertae sedis. De poliep komt uit het geslacht Rhabdoon. Rhabdoon singulare werd in 1861 voor het eerst wetenschappelijk beschreven door Keferstein & Ehlers. 